# Пудинг
Пудинг је врста јела, најчешће слатког десерта добијеног кувањем брашна, јаја, гриза и бутера у млеку на пари. Као десерт веома је омиљен у Енглеској али и другим земљама широм света.
Данас се, као десерт, најчешће припрема инстант пудинг „из кесице”.

## Етимологија
Реч пудинг потиче од француске речи boudin која долази од латинске речи botellus, што значи „мала кобасица“, јер су се у почетку пудинзи припремали као слана јела, слично кобасицама. У неким местима у Далмацији и данас се једна врста домаћег пудинга назива будин. У нашим крајевима се може чути и назив поварак.

## Историја
У тренутку када је настао, пудинг се није служио као десерт. Овај укусан слаткиш, на почетку је прављен као слано јело од  меса или изнутрица, слично кобасицама, у које су се додавала јаја, житарице, путер, а потом се таква маса кувала или пекла.
У новије време пудинг се припрема полуиндустријски тако да се у кесицама продаје прах који треба само скувати у млеку уз додатке по жељи. Инстант-пудинг измислио је британски апотекар Алфред Бирд зато што је његова супруга била алергична на јаја. Сви класични слатки пудинзи праве се са јајима, зато што јаја имају својство да се кувањем згусну у крем. Алфред Бирд је уместо јаја употребио скроб који има исто својство. У почетку је такав пудинг јела само његова супруга, али се касније појавио и на тржишту. Осим пудинга, захваљујући томе што је госпођа Бирд била алергична и на квасац, овај британски апотекар развио је и прашак за пециво.

## Пудинг данас
Иако пудинг може бити слан или сладак, данас се већина опредељује за његову слатку варијанту. Овај получврсти, кремасти или густи слаткиш може се служити топао или хладан.

### Слани пудинг
Слани пудинзи припремају се слично кобасицама, односно кувају се и паре како би се њихов текући садржај згуснуо. Један од најпознатијих сланих пудинга је енглески црни пудинг, јело које је веома слично нашим крвавицама. Како су се у такве кобасице често додавали зачини и воће, из њих су се развили слатки пудинзи које данас познајемо.

### Слатки пудинзи
Слатка верзија пудинга одвојила се од слане, а са колонијалним освајањима многе намирнице постале су доступне не само богатима и моћнима него и средњој класи. Тако у 19. веку у Европи постају популарни слатки пудинзи са чоколадом и пудинзи од пиринча.

### Инстант-пудинг
Данас се пудинг најчешће повезује са инстант пудингом у праху, јер ретко ко одлучује да направи домаћи пудинг код куће. Пудинг у праху свуда је доступан, лако се припрема и готово свако га воли. Вероватно је то и једно од првих инстант јела које свако научи да припрема.

#### Припрема
Инстант пудинг се припрема кувањем праха из кесице у млеку, са додатком шећера. По жељи му се може додати цимет, ванилин шећер и маслаца.

## Служење пудинга
Пудинг се служи врућ или хладан, у порцијама или чинијама. Може бити украшен ренданом чоколадом, сувим грожђем или неким воћем.
Ова посластица је редовно јело српске кухиње.

## Слична јела
Сутлијаш је сличан пудингу па се негде зове и пудинг од пиринча.
Мус је сличан пудингу, али је лакши и пенастији. Лакша текстура ствара се убацивањем ваздуха у масу током мешања. Додавањем слатке павлаке или беланца у масу добија се ваздушаста структура. Слично пудингу, мус може бити сладак или слан. Слане верзије подразумевају састојке попут меса, лососа или поврћа, док се слатке верзије обично праве од кафе, чоколаде или воћа. За разлику од пудинга, у мус се не стављају орашасти плодови и житарице, а најчешће се служи хладан или смрзнут.